# 와쿠라온센역
와쿠라온센역(일본어: 和倉温泉駅)은 일본 이시카와현 나나오시에 위치한 서일본 여객철도 · 노토 철도의 철도역이다. JR 나나오 선의 소속역이며, 노토 철도 나나오 선 등 2개의 노선이 운행 중이며, 상대식 승강장 2면 2선의 구조를 갖춘 지상역이다.

## 타는 곳
| 1 · 2 | ■ JR 나나오 선 (특급) | 상행 | 쓰바타 · 가나자와 방면 |
| 1 · 2 | ■ 노토 철도 나나오 선 | 상행 | 나나오 방면            |
| 1 · 2 | ■ 노토 철도 나나오 선 | 하행 | 아나미즈 방면          |

## 이용 현황
| 연도   | JR 서일본 1일 평균 승차 인원 | 노토 철도 1일 평균 승차 인원 |
| ------ | ---------------------------- | ---------------------------- |
| 2003년 | 546                          | 296                          |
| 2004년 | 548                          | 290                          |
| 2005년 | 460                          | 274                          |
| 2006년 | 489                          | 265                          |
| 2007년 | 461                          | 251                          |
| 2008년 | 455                          | 277                          |
| 2009년 | 406                          | 259                          |
| 2010년 | 400                          | 252                          |
| 2011년 | 382                          | 230                          |
| 2012년 | 384                          | 230                          |
| 2013년 | 410                          | 233                          |
| 2014년 | 422                          | 253                          |

## 역 주변
- 국도 제249호선
- 와쿠라 온천
- 노토지마 대교

## 인접 역
| 서일본 여객철도 ■ 나나오 선   | 서일본 여객철도 ■ 나나오 선 | 서일본 여객철도 ■ 나나오 선 |
| ----------------------------- | --------------------------- | --------------------------- |
| 나나오 가나자와 · 쓰바타 방면 | 나나오 선                   | 시·종착역                   |
| 노토 철도 ■ 나나오 선         |                             |                             |
| 나나오 나나오 방면            | 나나오 선                   | 다쓰루하마 아나미즈 방면    |